# Нічого не боятися
«Нічого не боятися» (фр. Peur de rien) — французька комедія-драма 12015 року, поставлена режисером Данієлем Арбідом. Прем'єра фільму відбулася 12 вересня 2015 року на Міжнародного кінофестивалі у Торонто.

## Сюжет
1990-і роки. Вісімнадцятирічна Ліна приїжджає на навчання у Париж з рідного Бейрута. Дівчина прагне отримати те, чого у неї не було в Лівані, — справжню свободу. Інстинкт самозбереження дозволить їй не втратити себе, незважаючи на дуже відчайдушне життя. Ліна зіткнеться з жорсткими реаліями європейського столичного життя і піде на все можливе, щоб роздобути своє місце під сонцем.

## У ролях
| Манал Ісса     | ···· | Ліна           |
| Венсан Лакост  | ···· | Рафаель        |
| Поль Амі       | ···· | Жан-Марк       |
| Деміен Шапель  | ···· | Жульєн         |
| Домінік Блан   | ···· | мадам Ганьєба  |
| Клара Понсо    | ···· | Антонія        |
| Індія Гейр     | ···· | Вікторія       |
| Бастьєн Буллон | ···· | Арно           |
| Ален Ліболь    | ···· | мосьє Люмерньї |
| Валід Зуейтер  | ···· | Симон, дядько  |

## Знімальна група
- Автор сценарію — Данієль Арбід, за участі Жулі Пейр
- Режисер-постановник — Данієль Арбід
- Продюсери — Філіп Мартен, Давид Тіон
- Виконавчий продюсер — Сабіна Сідаві-Амдан (Ліван)
- Оператор — Елен Лувар
- Монтаж — Матильда Мюар
- Підбір акторів — Тетяна Віаль
- Художник-постановник — Шарлотта де Кадвіль
- Художник по костюмах — Клер Дюб'є

## Нагороди та номінації
| Список нагород та номінацій            | Список нагород та номінацій | Список нагород та номінацій | Список нагород та номінацій | Список нагород та номінацій | Список нагород та номінацій |
| Кінопремія                             | Дата церемонії              | Категорія                   | Номінант(и)                 | Результат                   | Дж                          |
| -------------------------------------- | --------------------------- | --------------------------- | --------------------------- | --------------------------- | --------------------------- |
| Фестиваль європейського кіно в Лез-Арк | 2015                        | Приз Кришталева стріла      | Манал Ісса                  | Перемога                    |                             |
| Дубайський міжнародний кінофестиваль   | 2015                        | Найкраща                    | Нічого не боятися           | Номінація                   |                             |
| Премія «Люм'єр»                        | 30 січня 2017               | Найперспективніша акторка   | Манал Ісса                  | Номінація                   | [ 4 ]                       |